# 로스트 리버
《로스트 리버》(영어: Lost River)는 2014년에 공개된 미국의 판타지 네오누아르 영화이다. 라이언 고슬링의 감독 데뷔작으로, 공동 제작을 맡았고 각본을 썼다. 이 영화에는 크리스티나 헨드릭스, 시얼샤 로넌, 이아인 드 케스트카, 맷 스미스, 벤 멘델슨, 바바라 스틸과 에바 멘데스가 출연한다. 본 촬영은 2013년 5월 6일 디트로이트에서 시작 되었다.
이 영화는 2014년 칸 국제 영화제의 주목할 만한 시선부문에 초청 되어 세계 최초로 초연되었으며, 워너브라더스 배급으로 2015년 4월 10일 미국에서 개봉되었다.

## 줄거리
싱글맘 빌리는 아들 본즈(십대)와 프랭키(어린이)와 함께 빠르게 황폐해지는 디트로이트 이웃에 살고 있다. 프랭키는 둘 다에게 사랑받지만, 본즈와 빌리는 서로에게서 멀어져 있다.
본즈는 이웃의 버려진 집들에서 구리 파이프를 훔쳐 팔며 시간을 보내는데, 파이프 독점을 원하는 사악한 지역 범죄자 불리를 피한다. 불리에게 파이프를 훔치는 것을 들키자, 그는 파이프를 버리고 도망친다. 나중에 본즈는 불리의 은신처에서 파이프를 되찾고 그의 조수 페이스에게서 벗어난다.
빌리는 이전 은행 관리자가 할머니 집을 담보로 들게 한 약탈적 대출에 대해 은행원 데이브를 만난다. 실직 상태인 그녀는 은행에 돈을 갚을 수 없어서, 데이브는 그녀에게 그 일이 무엇인지 설명하지 않고 일자리를 제안한다.
한 팀이 이웃의 빈 집들을 철거하기 시작한다. 본즈, 빌리, 프랭키 외에 몇 안 남은 주민 중 세 명은 랫, 그녀의 할머니, 그리고 그녀의 애완 쥐 닉이다. 랫의 할머니는 댐 건설 중 사망한 남편을 애도하며 오래된 결혼 비디오를 반복해서 본다.
본즈는 호수 아래로 이어지는 수풀이 우거진 길을 발견한다. 랫과 어울리다가, 그는 호수가 있는 곳에 저수지를 만들기 위해 침수된 마을이 있었다는 것을 알게 된다. 랫은 자신들의 이웃을 괴롭히는 "저주"를 풀기 위해 수중 마을에서 "짐승"을 데려와야 한다고 믿는다.
데이브의 일자리 제안으로 빌리는 시내의 카바레로 가게 된다. 친절한 택시 운전사의 차를 타고 그곳에 도착한 그녀는 들어가자마자 캣의 쇼를 본다. 쇼의 매력은 캣이 여러 번 칼에 찔려 피를 "뿌리는" 잔혹한 "살인" 장면으로, 관객들은 환호한다. 빌리는 무대 뒤에서 캣을 만나는데, 캣은 그들이 돈을 가장 많이 버는 곳, 즉 지하실을 보여준다. 그곳에서 여자들은 잠긴 플라스틱 "껍데기" 안에 있고, 남자들은 그들의 앞에서 원하는 대로 한다.
랫은 본즈를 초대하고, 그들은 버려진 고등학교에서 춤을 추며 필요하다면 함께 마을을 떠날 의향이 있음을 암시한다. 나중에 편의점에서 그들은 불리와 페이스를 만나는데, 불리는 본즈를 놓치자 페이스의 입술을 잘랐다. 본즈는 그들을 피하고, 그를 보호하기 위해 랫은 불리의 차를 타고 집으로 돌아간다. 불리는 나중에 그녀를 현관까지 바래다준다. 그는 닉을 보고 싶다고 요청하고, 그녀의 눈앞에서 닉을 잔인하게 죽인다.
본즈가 랫과 함께 나가 있었기 때문에 빌리는 프랭키를 데리고 출근해야 했다. 공연을 위해 그녀는 얼굴을 자르는 것처럼 보이게 하여 관객들을 흥분시킨다. 빌리는 나중에 카바레의 호스트인 데이브와 함께 앉아 노래를 부른다. 그는 그녀와 프랭키를 집으로 데려다주고 그녀에게 작업을 걸지만, 근처에 본즈가 있는 것을 보고 멈춘다.
본즈는 어느 날 밤 빌리를 직장에 데려다주다가 그녀의 일의 본질을 알게 된다. 더 이상 재정적으로 돕기 위해 구리를 훔칠 수 없게 되자, 그는 앞서 언급된 "저주"를 깨뜨릴 계획을 세운다. 프랭키를 랫에게 맡기고, 그는 강으로 들어가 공룡 동상의 머리를 자르러 간다. 한편, 페이스는 랫의 집에 불을 지르고 불길 속에서 죽는다. 랫은 긴장증 상태인 할머니를 깨우고 구조할 수 없어서 프랭키와 함께 떠난다.
공룡 머리를 회수한 본즈는 해안으로 나와 자신의 차가 불타고 있는 것을 발견한다. 불리는 자신의 차로 그를 죽이려 하지만, 마지막 순간에 본즈는 옆으로 비켜서서 불리의 앞유리로 공룡 머리를 던져 그가 불타는 차에 충돌하게 만든다. 불리는 머리부터 호수로 떨어져 익사한다.
직장에서 빌리는 "껍데기" 안에 봉인되고, 데이브는 그녀 주위에서 성적인 춤을 춘다. 안에서 껍데기를 잠그는 버튼이 있음에도 불구하고, 그는 리모컨으로 잠금을 해제한다. 빌리는 칸에서 나와 데이브의 귀를 찌르고 도망친다.
빌리는 돌아와 자신의 아들들과 랫이 집 계단에 앉아 있는 것을 발견하고 랫의 집은 불타고 있다. 택시 운전사의 도움으로 그들 넷은 공룡 머리를 택시 지붕에 묶고 마을을 떠나며 영화는 끝이 난다.
크레딧이 올라가는 동안 랫의 집은 배경에서 계속 불타고 있다. 1분 후에 배경은 검은색으로 바뀌지만, 불꽃에서 나오는 붉은 연기는 배경에 남아 있다.

## 출연진
- 크리스티나 헨드릭스 - 빌리 역
- 시얼샤 로넌 - 랫 역
- 이아인 드 케스트카 - 본스 역
- 맷 스미스 - 불리 역
- 에바 멘데스 - 캣 역
- 벤 멘델슨 - 데이브 역
- 레다 카텝 - 캅 드라이버 역
- 바바라 스틸 - 할머니 역
- 토레이 위그필드 - 페이스 역
- 롭 자브레키 - MC 역
- 랜든 스튜어트 - 프랭키 역